# Francisco António de Araújo e Azevedo

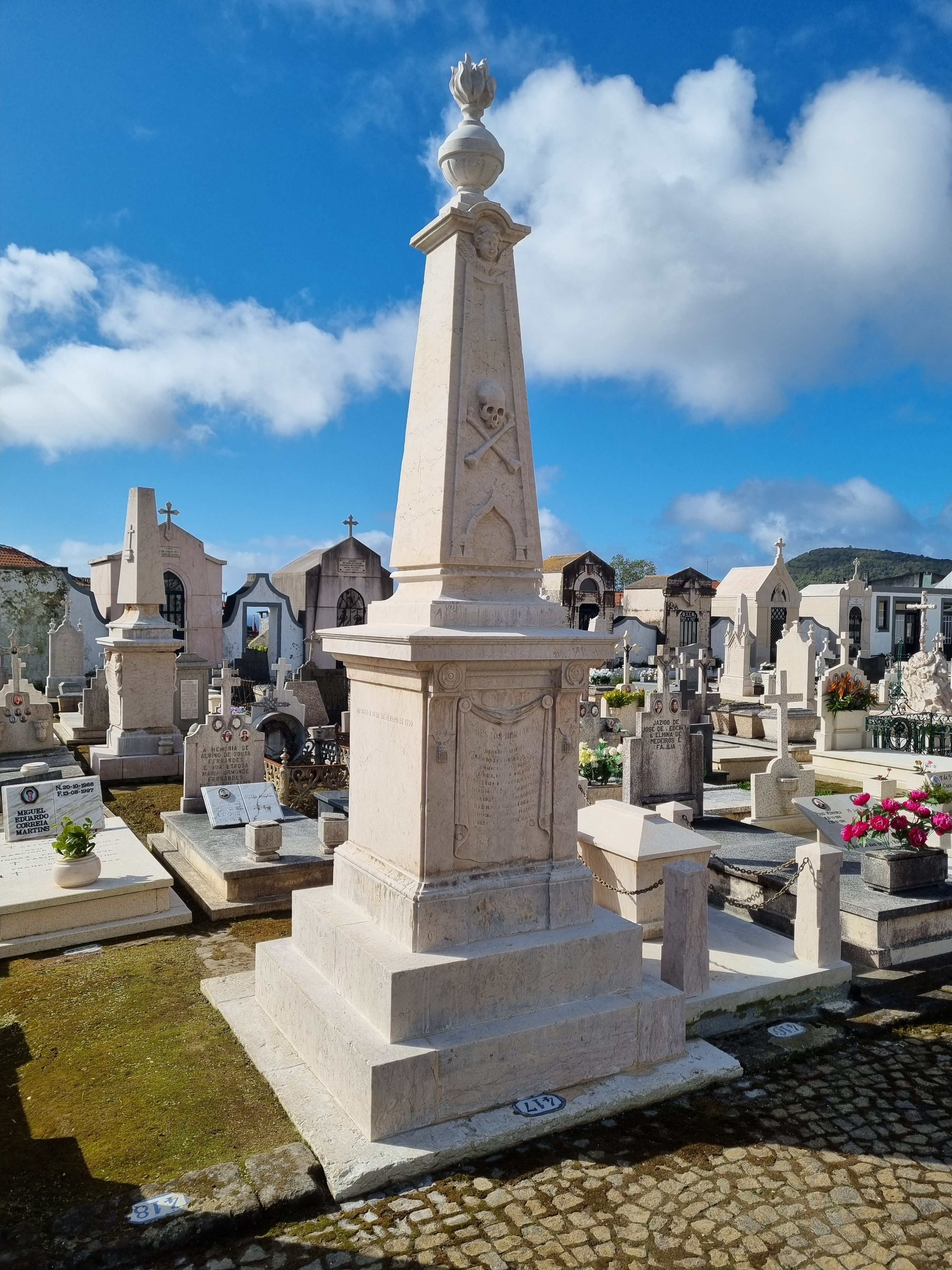
Sepultura de Francisco António de Araújo e Azevedo no Cemitério do Livramento, Angra do Heroísmo.

Francisco António Pereira Pinto de Araújo e Azevedo (Lisboa, 21 de dezembro de 1772 – Angra, 4 de Abril de 1821) foi um oficial general do Exército Português e administrador colonial, que faleceu no posto de general de brigada. Pertenceu ao Conselho de Sua Majestade, foi comendador da Ordem Militar de Avis, cavaleiro da Ordem Militar da Torre e Espada e exerceu o cargo de 7.º capitão-general da Capitania Geral dos Açores. Tendo liderado a Revolta Constitucional de Angra de 2 de abril de 1821, que depôs o seu sucessor, Francisco de Borja Garção Stockler, foi morto num contra-golpe militar que ocorreu na noite de 3 para 4 de abril daquele ano.

## Biografia
Pertencia à casa de Sá e Lage, de Ponte de Lima, sendo irmão de António de Araújo e Azevedo (1754–1817), 1.º conde da Barca, um influente político da época. Foi nomeado capitão-general dos Açores a 20 de agosto de 1816, tendo desembarcado em Angra a 11 de maio de 1817 e tomado posse no dia 14 do mesmo mês, sendo o 7.º titular do cargo de Governador e Capitão-General dos Açores.
Foi um dos capitães-generais mais entusiastas quanto à introdução de reformas de natureza fundiária. Influenciado pelas teorias fisiocráticas e pelo pensamento de Tomás José da Silva, seu colaborador próximo, durante o seu governo tomou medidas em prol do arroteamento de terras incultas, forçou a conclusão das obras da estrada Angra-Praia pela Achada e promoveu a alteração das rodas dos carros de bois, cujos pregos, salientes, danificavam os caminhos. Considerando que as cabras que viviam em regime semi-livre nos baldios comunitários eram daninhas para a agricultura e motivavam as populações a resistir aos arroteamentos que pretendia fazer nesses baldios, mandou abater as cabras que viviam à solta nos terrenos baldios como forma de controlo dos rebanhos e para obrigar a uma agricultura mais progressiva e menos de subsistência. Tais medidas foram mal-interpretadas pela população em geral, que lhe devotou um ódio desmedido e o apelidou de o «Mata-Cabras». Por aquilo que representava de imposição do poder colonial, e por algumas das medidas que tomou, era detestado por praticamente toda a fidalguia local e odiado profundamente pela população terceirense, que não lhe reconhecia os serviços prestados, mas antes a severidade com que exercera as suas funções.
Receando que a crise diplomática entre Portugal e a Espanha, desencadeada pela ocupação de Montevidéu, na Província Cisplatina, por tropas portuguesas em 1817 fosse causa de represálias contra os Açores, promoveu não apenas uma profunda reforma da estrutura militar no arquipélago, como também o restauro e construção de novos fortes, como o de São José, o de São Caetano e o de São João.
Já na fase final do seu mandato, enquanto aguardava pela chegada do seu sucessor, aconselhado a tal, absteve-se de tomar qualquer atitude face à Revolução Liberal de 1820, que eclodira no Porto e proclamara o regime constitucional. Foi substituído em 21 de outubro de 1820 pelo capitão-general Francisco de Borja Garção Stockler, mas quando cessou funções optou por ficar a residir em Angra, já que tinha aforado grandes baldios no lugar do Escampadouro, nas encostas acima de São Bartolomeu dos Regatos. Instalou-se no Palácio Bettencourt, construção dos fins do século XVII e inícios do XVIII.
Ao chegarem à Terceira notícias do progresso da causa liberal na ilha de São Miguel, onde a 1 de março de 1831 ocorrera um levantamento liberal. Gera-se então a oportunidade de se tentar a revolução na ilha Terceira. Para isso, os liberais angrenses, convidam a 1 de abril de 1821, Francisco António de Araújo e Azevedo a chefiar a revolta, que ficou conhecido por Revolta Constitucional de Angra, a qual era liderada pelos liberais deportados na ilha Terceira, especialmente os que tinham integrado o grupo dos deportados da Amazona, e por terceirenses adeptos da causa constitucional. Depois de um levantamento bem-sucedido, que depôs Stockler, no dia seguinte procedeu-se à aclamação da constituição em Angra. Contudo, as forças contrarrevolucionárias mobilizaram-se e, na noite de3 de abril, as tropas aquarteladas no Castelo de São João Baptista sublevaram-se. Francisco António de Araújo e Azevedo, que se encontrava na fortaleza, subiu a uma das janelas do Palácio do Governador, com o intuito de falar às tropas, mas foi baleado no pescoço, falecendo na madrugada de 4 de abril de 1821.
Ficou o corpo do general Araújo exposto a quantos insultos lhe quiseram fazer, sem condições de ser conduzido a local adequado. Apenas na tarde desse dia 4 de abril, com as tropas a desmobilizarem, foi possível a 4 recrutas transportarem o corpo num esquife velho, quase às escondidas. Na companhia do capelão, foram sepultá-lo na igreja do Castelo de São João Baptista, em ruínas devido ao incêndio que a 28 de setembro de 1818 a destruíra. O seu corpo foi depositado no carneiro subterrâneo que existe debaixo do altar, sem que lhe tenham sido prestadas quaisquer das honras inerentes à sua patente e funções.
Em 1824, o capitão-general Manuel Vieira de Albuquerque Tovar enceta uma tentativa de trasladar o seu corpo para uma sepultura condigna, ideia que foi abandonada perante o alvoroço da população que fez reacender velhos ódios. Duas décadas depois e após o termo da Guerra Civil Portuguesa, em jornal local, lamentava-se o facto de ainda ninguém se ter lembrado de colocar uma simples pedra onde estavam os ossos «daquele que fizeram as muralhas do Relvão e Silveira, e a Estrada Militar e fora o primeiro a alçar a voz a favor da liberdade».
Contudo, apenas depois de em 1866 o seu filho, António de Araújo, ter enviado algum dinheiro para se proceder à trasladação dos restos mortais de seu pai, e com tal atitude reanimado essa intenção junto dos liberais angrenses, se iniciou o processo de trasladação. Finalmente em 1869 procedeu-se à exumação e trasladação para a sepultura 417 da parte baixa do Cemitério do Livramento, em Angra do Heroísmo. Entretanto, uma comissão constituída por Francisco Augusto da Silva Séguier, José Joaquim Pinheiro, Luís Francisco Rocha, Joaquim de Oliveira Brasil e Fernando da Rocha, procedera às diligências necessárias para, por meio de subscrição pública, angariar os fundos imprescindíveis e mandar erguer o monumento fúnebre que se encontra no local. A sepultura foi concedida gratuitamente pela Câmara Municipal de Angra do Heroísmo, com autorização do Conselho de Distrito, e averbada em nome da comissão que se responsabilizou pela edificação do obelisco que lá se encontra. Com a extinção da comissão, voltou à posse da Município que a mandou restaurar dos estragos infligidos pelo tempo e pelo sismo de 1980.